# Musikjahr 1517
Liste der Musikjahre

◄◄ | ◄ | 1513 | 1514 | 1515 | 1516 | Musikjahr 1517 | 1518 | 1519 | 1520 | 1521 | ► | ►►

Weitere Ereignisse
Dieser Artikel behandelt das Musikjahr 1517.

## Ereignisse
- 00. Januar: Andreas Ornitoparchus veröffentlicht in Leipzig sein Hauptwerk, die musiktheoretisches Abhandlung Musice active micrologus. Das Werk übertrifft mit seiner stofflichen Breite alle anderen musiktheoretischen Traktate der Zeit. Im ersten Buch wird der cantus planus behandelt, die einstimmige Musik mit gleich langen Notenwerten. Das zweite und dritte Buch befasst sich mit der musica mensuralis, der mehrstimmigen Musik, mit zahlreichen Notenbeispielen, und mit dem sogenannten accentus ecclesiasticus (Kirchenakzent). Im vierten Buch wird schließlich der Kontrapunkt behandelt. Eine weitere Neuheit in dem Buch ist die Nennung von 16 Personen, die in den Augen von Ornitoparchus als vorbildliche Komponisten gelten: Alexander Agricola, Georg Brack, Antoine Brumel, Loyset Compère, Caspar Czeys, Josquin Desprez, Heinrich Finck, Johannes Ghiselin, Heinrich Isaac, Erasmus Lapicida, Pierre de La Rue, Jacob Obrecht, Johannes Ockeghem, Matthaeus Pipelare, Conrad Rein und Johannes Tinctoris.
- Bonifacius Amerbach, der zunächst an der Artistenfakultät der Universität Basel studiert und dort Musiktheorie gehört hatte, setzt seit 1513 seine Studien an der Universität Freiburg im Breisgau fort, wo er sich der Rechtswissenschaft zuwendet. Hier steht er in freundschaftlicher Verbindung zu Sixt Dietrich und dem Organisten Hans Weck.
- Benedictus Appenzeller ist ab dem Jahr 1517 Sänger an der Kirche St. Jakob in Brügge und rückt dort in die Position des Sangmeesters auf. Diese Stellung behält er jedoch längstens ein Jahr.
- Jakob Arcadelt ist von 1516 bis 1524 Chorknabe („vicariot“) unter den Chorleitern Lambert Masson und Charles de Niquet an der Kollegiatkirche St. Aubain seiner Heimatstadt Namur.
- Pietro Aron ist Priester in Imola.
- Hans Buchner ist Domorganist am Münster zu Unserer Lieben Frau in Konstanz.
- Marco Cara steht seit 1495 und bis 1525 als Lautenvirtuose im Dienst der Familie Gonzaga in Mantua, die zu seiner Zeit Künstler aller Richtungen fördert.
- Vincenzo Capirola ist in Venedig tätig. Einer von Capirolas Schülern hat 1515 in Venedig mit der Verfassung des so genannten „Capirola-Lautenbuches“ begonnen, das er 1520 vollendet. Es handelt sich um eine reich illustrierte Handschrift, die nicht nur Kompositionen, sondern im Vorwort auch Informationen zur Spieltechnik enthält und damit wichtige Aufschlüsse über das Lautenspiel während der italienischen Renaissance gibt.
- Carpentras ist Kapellmeister der päpstlichen Kapelle in Rom unter dem Medici-Papst Leo X., der ein begeisterter Gönner der Musik und der Künste ist.
- Marco Antonio Cavazzoni wirkt zwischen 1517 und 1524 in Venedig als Sänger am Markusdom und Organist an Santo Stefano.
- Nicolas Champion ist als Kanoniker-Kantor in Lier Nachfolger des verstorbenen Kantors Nicolas de Leesmeester. Er bleibt weiterhin zeitweilig im Dienst der Hofkapelle Karls V.
- Loyset Compère ist wahrscheinlich Kanoniker an der Kollegiatkirche Saint-Quentin, wo er spätestens seit November 1491 ein Kanonikat innehat.
- Jean Courtois ist in den Jahren 1516 bis 1517 in Cambrai als „petit vicaire“ tätig.
- Josquin Desprez ist seit 1504 Propst an seiner früheren Wirkungsstätte Condé-sur-l’Escaut. Er wird als monsieur le prevost messire Josse des pres bezeichnet. Die Stellung ist für den ehemaligen Kapellmeister nicht nur wegen seines dortigen Haus- und Grundbesitzes attraktiv, sondern noch mehr wegen der guten Personalausstattung der Kirche und der Qualität der dortigen Musikausübung, die nur noch von der Kathedrale in Cambrai und von Saint-Vincent in Soignies übertroffen wird. Der Propst hat hier (nach einer Aufstellung aus dem Jahr 1523) die weltliche Macht im Kirchensprengel inne und ist der Vorgesetzte des Dekans, des Schatzmeisters, von 25 Kanonikern, 18 Kaplänen, 16 Vikaren und sechs Chorknaben, dazu einigen Priestern ohne Pfründe; in den aufwändig gestalteten Gottesdiensten wirkt in der Regel ein Chor aus den Vikaren und Chorknaben mit, so dass bis zu 22 musikgeübte Stimmen zur Verfügung stehen und bis zu sechsstimmige Werke aufgeführt werden können. In dieser Stellung wirkt Josquin Desprez 17 Jahre lang bis zu seinem Lebensende.
- Sixt Dietrich, der seit September 1509 an der Universität Freiburg studiert und 1516 eine Freiburger Bürgerstochter geheiratet hat, verlässt Freiburg wegen Schulden. Er geht nach Konstanz und wird Lehrer der Chorknaben in Musik und Latein.
- Antonius Divitis ist Sänger der Hofkapelle des französischen Königs Franz I.
- Costanzo Festa, der möglicherweise bei Jean Mouton in Paris studiert hat, ist ab 1517 päpstlicher Kapellsänger und später Leiter dieses Chores.
- Heinrich Finck, der schon vor dem Jahr 1515 den Württembergischen Hof verlassen hat, soll ab 1517 am Aufbau einer Kantorei am Wiener Schottenkloster beteiligt gewesen sein. Der Komponist wird hier zusammen mit Erasmus Lapicida „archimusicus“ genannt, der in diesem Kloster dauerhaft ansässig ist. Der Musiktheoretiker Andreas Ornitoparchus stellt Finck in seinem Musice active micrologus (Leipzig 1517) als einzigen deutschen Meister in eine Reihe mit den bedeutendsten franko-flämischen Komponisten seiner Zeit.
- Der Chronist und Musiktheoretiker Heinrich Glarean hält sich während seiner Studienzeit von 1517 bis 1522 in Paris auf und lernt dort auch Jean Mouton kennen.
- Heinrich Isaac, der im Herbst 1516 erkrankt ist und im Dezember sein drittes Testament aufgesetzt hat, stirbt am 26. März 1517. Am folgenden Tag wird er beigesetzt, und auf Bitten seiner kinderlosen Witwe Bartolomea wird eine Messe aufgeführt.
- Jacotin Le Bel, der 1516 erstmals versucht Mitglied der französischen Hofkapelle zu werden, wirkt von 1516 bis 1520 als Sänger in der Privatkapelle von Papst Leo X. in Rom.
- Georg Liban, der 1511 in Krakau den akademischen Grad eines Magisters erlangt hat, hält Vorlesungen an der Universität und ist von etwa 1506 bis 1528 an der Schule der Marienkirche als Kantor tätig. Er war hier zunächst Kantor, ist seit 1514 Rektor und unterrichtet lateinische Prosodie, Griechisch und Musik.
- Jean l’Héritier ist für Papst Leo X. in Rom tätig.
- Johannes Lupi ist Chorknabe an der Kathedrale Notre-Dame in seiner Heimatstadt Cambrai und erlebt somit eine Ausbildung an einer der bedeutendsten kirchlichen Musikzentren der damaligen Zeit.
- Jean Mouton ist wahrscheinlich – wie Antonius Divitis – noch Mitglied der Hofkapelle von Franz I.
- Anton Musa, der 1506 in Erfurt studiert und hier 1507 das Baccalaureat erworben hat, hält sich ab 1514 erneut in Erfurt auf und wird hier 1517 zum Magister artium promoviert.
- Marbrianus de Orto, der seit 1510 premier chapelain der Hofkapelle der Regentin Margarete von Österreich und seit 1515 des Herzogs der Burgundischen Niederlande Karl (späterer Kaiser Karls V.) in Brüssel ist, wechselt sich in diesem Amt bis 1517 mit Anthoine de Berghes ab. Dieser Wechsel hängt mit Residenzpflichten an anderen Kirchen zusammen, nachdem er ab 1510 als Kanoniker an der Kathedrale Notre-Dame in Antwerpen (Liebfrauenkirche) und ab 1513 in der gleichen Funktion an Saint-Gudule in Brüssel tätig ist. Auf der Spanienreise von Kaiser Karl V. im Jahr 1517 hat sich de Orto offenbar von einem gewissen Cr. van Stappen vertreten lassen.
- Leonhard Paminger kommt 1517, im Alter von 22 Jahren, ins Augustiner-Chorherrenstift St. Nikola vor Passau, wohl als Schulgehilfe. Er bleibt bis zu seinem Tode im Dienste des Klosters.
- Francisco de Peñalosa, der Mitglied der königlichen spanischen Kapelle war, wird im Spätsommer 1517 von Papst Leo X. an die päpstliche Kapelle nach Rom berufen, wiederum als Sänger. Peñalosa übt dieses Amt mindestens bis zum Tode Leos X. im Jahr 1521 aus; anderen Quellen zufolge sogar bis 1523.
- Matteo Rampollini ist von 1515 bis 1520 als Sänger an der Kirche Basilica di San Lorenzo in Florenz in Diensten der Familie Medici tätig.
- Pierre de la Rue lebt seit Juni 1516 in Kortrijk, hat dort ein Haus und ist ein ortsansässiger Kanoniker.
- Konrad Rupff, der inzwischen Hofkapellmeister von Altenburg-Weimar ist, beruft 1517 Johann Walter, der ebenfalls aus Kahla stammt, zum Bassisten der kursächsischen Hofkapelle.
- Ludwig Senfl ist vermutlich spätestens nach dem Tod von Heinrich Isaac (1517) auch als Komponist für die musikalische Ausgestaltung der liturgischen Zeremonien und anderer Feierlichkeiten in der Hofkapelle Königs Maximilians I. zuständig. Obwohl er niemals zum offiziellen Nachfolger Isaacs ernannt wird, bemüht er sich mehrmals (vergeblich) seine von Maximilian I. zugesicherten Geldansprüche geltend zu machen.
- Claudin de Sermisy wirkt als Geistlicher in der Diözese Noyon und – wie Antonius Divitis und Jean Mouton – als Sänger der Hofkapelle von König Franz I. von Frankreich. In einer Liste von 34 königlichen Kapellsängern, die vom 1. Oktober 1517 bis 30. September 1518 angestellt sind, folgt Sermisys Name unmittelbar nach dem von Jean Mouton.
- Gaspar van Weerbeke, der gegen Ende seines Lebens nach Deutschland gegangen zu sein scheint, wird am 1. November 1517 in den Akten der Kirche Sancta Maria ad Gradus in Mainz als Kanonikus vermerkt. Wohl bald danach ist er an unbekanntem Ort verstorben.
- Adrian Willaert, der am 8. Juli 1515 als Kapellmeister in den Dienst des Mailänder Kardinals Ippolito I. d’Este berufen wurde, reist mit ihm und seinem weiteren Gefolge im Oktober 1517 nach Ungarn und kehrte im August 1519 nach Ferrara zurück.

## Aufführungen
- Das vermutlich im Zeitraum von 1450 bis 1460 in der Umgebung von Friedberg entstandene Hessische Weihnachtsspiel hat seine erste bekannte Aufführung in Alsfeld. Formell ist es das „szenenreichste und liturgisch am wenigsten gebundene“ Spiel seiner Art, da es aus 870 Versen besteht. Diese sind sowohl in frühneuhochdeutscher als auch in lateinischer Sprache verfasst, wobei die in Latein verfassten Stellen aus Regieanweisungen und Gesängen bestehen.

## Instrumentalmusik

### Für Orgel
- Andrea Antico – Animoso mio desire: Noten und Audiodateien im International Music Score Library Project

## Vokalmusik

### Geistlich
- Heinrich Isaac – Motette Quid retribuam tibi, Leo zu drei Stimmen (1510/1517; Danksagung an Papst Leo X.)
- Pierre Moulu – Motette Mater floreat florescat

### Weltlich
- Andrea Antico – Canzoni sonetti strambotti et frottole, Buch 3: Noten und Audiodateien im International Music Score Library Project
- Peter Schöffer – 36 Lieder: Noten und Audiodateien im International Music Score Library Project

## Musiktheoretische Schriften
- Sebastian von Felsztyn
  - Opusculum musice compilatum noviter (Krakau)
  - Opusculum musice mensuralis (Krakau)
- Andreas Ornitoparchus – Musicae activae micrologus: Noten und Audiodateien im International Music Score Library Project
- Georg Rhau – Enchiridion utriusque musicae practicae: Noten und Audiodateien im International Music Score Library Project

## Geboren

### Geburtsdatum gesichert
- 17. Januar: Antonio Scandello, italienischer Komponist und Kapellmeister († 1580)
- 22. März: Gioseffo Zarlino, italienischer Kapellmeister, Musiktheoretiker und Komponist († 1590)
- 28. Oktober: Jobst von Brandt, deutscher Edelmann aus dem Geschlecht von Brandt und Komponist († 1570)
- 00. November: Johann Zanger der Ältere, deutscher Musiktheoretiker, Jurist und lutherischer Theologe († 1587)

### Genaues Geburtsdatum unbekannt
- Pere Alberc i Vila, katalanischer Komponist, Organist und Orgelbauer († 1582)

## Gestorben

### Todesdatum gesichert
- 26. März: Heinrich Isaac, flämischer Komponist (* um 1450)
- 21. Mai: Bernhart Lachaman der Ältere, Glockengießer aus Heilbronn (* unbekannt)

### Genaues Todesdatum unbekannt
- Oswald Hilliger, deutscher Glockengießer (* um 1450)

### Gestorben nach 1517
- Gaspar van Weerbeke, franko-flämischer Komponist und Sänger (* um 1445)